# جام قهرمانان کونکاکاف ۱۹۸۸
جام قهرمانان کونکاکاف ۱۹۸۸ بیست و چهارمین دوره مسابقات بین‌المللی فوتبال باشگاهی سالانه جام قهرمانان کونکاکاف بود که در منطقه کونکاکاف (آمریکای شمالی، آمریکای مرکزی و دریای کارائیب) برگزار شد. مسابقات از ۱۱ مارس تا ۲۱ دسامبر ۱۹۸۸ انجام شد.
تیم‌ها به ۲ منطقه (آمریکای شمالی/مرکزی و کارائیب) تقسیم شدند، که هر کدام تیم برنده را برای شرکت در مسابقات نهایی فرستادند.
باشگاه هندوراسی المپیا با شکست ۴–۰ تیم ترینیدادی دیفنس فورس در مجموع، برای دومین بار عنوان قهرمانی این مسابقات را بدست آورد.

## منطقه آمریکای شمالی/مرکزی

### مرحله مقدماتی
| تیم ۱        | نتیجه نهایی | تیم ۲       | بازی رفت | بازی برگشت |
| ------------ | ----------- | ----------- | -------- | ---------- |
| مورلیا       | ۱۱ - ۰      | کوک میلپروس | ۹ - ۰    | ۲ - ۰      |
| رئال وردس    | ۲ - ۱۴      | کروز آزول   | ۰ - ۲    | ۲ - ۱۲     |
| پلازا آمادور | ۱ - ۴       | آلاخولنسه   | ۰ - ۲    | ۱ - ۲      |

### مرحله اول

#### منطقه آمریکای شمالی
| تیم ۱             | نتیجه نهایی | تیم ۲             | بازی رفت | بازی برگشت |
| ----------------- | ----------- | ----------------- | -------- | ---------- |
| کروز آزول         | ۹ - ۰       | سیاتل میتره ایگلز | ۹ - ۰    | ۰ - ۰      |
| واشینگتن دیپلماتس | ۲ - ۴       | مورلیا            | ۱ - ۲    | ۱ - ۲      |

#### منطقه آمریکای مرکزی

##### گروه ۱
| تیم       | بازی | برد | مساوی | باخت | گل زده | گل خورده | گل تفاضل | امتیاز |
| --------- | ---- | --- | ----- | ---- | ------ | -------- | -------- | ------ |
| آلاخولنسه | ۳    | ۲   | ۱     | ۰    | ۴      | ۲        | ۲+       | ۵      |
| ماراتن    | ۳    | ۲   | ۰     | ۱    | ۳      | ۱        | ۲+       | ۴      |
| مونیسیپال | ۳    | ۱   | ۱     | ۱    | ۴      | ۴        | ۰        | ۳      |
| آگویلا    | ۳    | ۰   | ۰     | ۳    | ۲      | ۶        | ۴−       | ۰      |

| تیم ۱     | نتیجه | تیم ۲     |
| --------- | ----- | --------- |
| آلاخولنسه | ۲–۱   | آگویلا    |
| مونیسیپال | ۰–۲   | ماراتن    |
| ماراتن    | ۱–۰   | آگویلا    |
| مونیسیپال | ۱–۱   | آلاخولنسه |
| آلاخولنسه | ۱–۰   | ماراتن    |
| مونیسیپال | ۳–۱   | آگویلا    |

##### گروه ۲
| تیم        | بازی | برد | مساوی | باخت | گل زده | گل خورده | گل تفاضل | امتیاز |
| ---------- | ---- | --- | ----- | ---- | ------ | -------- | -------- | ------ |
| المپیا     | ۳    | ۲   | ۱     | ۰    | ۶      | ۲        | ۴+       | ۵      |
| آئورورا    | ۳    | ۱   | ۲     | ۰    | ۴      | ۲        | ۲+       | ۴      |
| فاس        | ۳    | ۰   | ۲     | ۱    | ۴      | ۶        | ۲−       | ۲      |
| پونتاریناس | ۳    | ۰   | ۱     | ۲    | ۲      | ۶        | ۴−       | ۱      |

| تیم ۱      | نتیجه | تیم ۲      |
| ---------- | ----- | ---------- |
| آئورورا    | ۲–۰   | پونتاریناس |
| المپیا     | ۳–۱   | فاس        |
| پونتاریناس | ۲–۲   | فاس        |
| المپیا     | ۱–۱   | آئورورا    |
| آئورورا    | ۱–۱   | فاس        |
| المپیا     | ۲–۰   | پونتاریناس |

### مرحله دوم

#### منطقه آمریکای مرکزی
| تیم       | بازی | برد | مساوی | باخت | گل زده | گل خورده | گل تفاضل | امتیاز |
| --------- | ---- | --- | ----- | ---- | ------ | -------- | -------- | ------ |
| آلاخولنسه | ۳    | ۱   | ۲     | ۰    | ۴      | ۲        | ۲+       | ۴      |
| المپیا    | ۳    | ۱   | ۲     | ۰    | ۳      | ۲        | ۱+       | ۴      |
| آئورورا   | ۳    | ۰   | ۲     | ۱    | ۲      | ۳        | ۱−       | ۲      |
| ماراتن    | ۳    | ۱   | ۰     | ۲    | ۳      | ۵        | ۲−       | ۲      |

| تیم ۱     | نتیجه | تیم ۲     |
| --------- | ----- | --------- |
| المپیا    | ۰ - ۰ | آئورورا   |
| ماراتن    | ۰ - ۲ | آلاخولنسه |
| المپیا    | ۱ - ۱ | آلاخولنسه |
| ماراتن    | ۲ - ۱ | آئورورا   |
| آلاخولنسه | ۱ - ۱ | آئورورا   |
| المپیا    | ۲ - ۱ | ماراتن    |

### مرحله سوم
| تیم ۱     | نتیجه نهایی | تیم ۲     | بازی رفت | بازی برگشت |
| --------- | ----------- | --------- | -------- | ---------- |
| المپیا    | ۴–۱         | کروز آزول | ۰–۰      | ۴–۱        |
| آلاخولنسه | w/o*        | مورلیا    |          |            |

- مورلیا حاضر به انجام مسابقه نشد و از مسابقات کنار رفت.

## منطقه کارائیب

### مرحله اول
| تیم ۱           | نتیجه نهایی | تیم ۲           | بازی رفت | بازی برگشت |
| --------------- | ----------- | --------------- | -------- | ---------- |
| سنترو دومینگیتو | ۱ - ۳       | لا گالوایز      | ۱ - ۱    | ۰ - ۲      |
| سبا یونایتد     | ۵ - ۲       | آندیبا          | ۳ - ۰    | ۲ - ۲      |
| فرانسیسکین      | ۲ - ۴       | دیفنس فورس      | ۲ - ۲    | ۰ - ۲      |
| ترینتوک         | ۱ - ۲       | اکسلسیور        | ۱ - ۱    | ۰ - ۱      |
| لئو ویکتور      | ۲ - ۳       | اسپورت گویانایس | ۲ - ۱    | ۰ - ۲      |

### مرحله دوم
| تیم ۱     | نتیجه نهایی | تیم ۲      | بازی رفت | بازی برگشت |
| --------- | ----------- | ---------- | -------- | ---------- |
| زنیت      | ۳ - ۵       | رابین‌هود   | ۳ - ۱    | ۰ - ۴      |
| سیون هیل  | ۱ - ۷       | اکسلسیور   | ۱ - ۳    | ۰ - ۴      |
| کاردینالز | ۰ - ۱       | دیفنس فورس | ۰ - ۰    | ۰ - ۱      |

## نیمه نهایی
| تیم ۱           | نتیجه نهایی | تیم ۲      | بازی رفت | بازی برگشت |
| --------------- | ----------- | ---------- | -------- | ---------- |
| دپورتیوو المپیا | ۲–۱         | آلاخولنسه  | ۱–۱      | ۱–۰        |
| رابین‌هود        | ۲–۳         | دیفنس فورس | ۱–۰      | ۱–۳        |

## فینال
| دیفنس فورس | ۰–۲ | المپیا                   |
| ---------- | --- | ------------------------ |
|            |     | اسپینوزا ۱۶' · فلورس ۴۶' |

| المپیا                 | ۲–۰ | دیفنس فورس |
| ---------------------- | --- | ---------- |
| کنترراس ۹' · فلورس ۸۰' |     |            |